# 堀川弘通
堀川 弘通 （ほりかわ ひろみち、1916年〈大正5年〉12月28日 - 2012年〈平成24年〉9月5日）は、日本の映画監督。成城大学名誉教授の堀川直義は兄。

## 来歴
京都府京都市出身。東京市立一中（現：九段高校）、成城高等学校（現：成城大学）を経て、1940年、東京帝国大学文学部卒業。同年、東宝撮影所製作部に演出助手係として入社。最初に山本嘉次郎の『馬』の盛岡ロケから助監督として参加し、この時にチーフ助監督だった黒澤明と仲良くなり、仕事を終えるといつも2人で飲みに回ったという。入社1年後にオーバーワークがたたって肺を病み、1年半休職する。復帰後はすでに監督になった黒澤の作品に就き、『一番美しく』『続姿三四郎』に参加、1945年に軍隊に召集されるが、敗戦となり10月に復員して東宝に戻る。再び黒澤組に参加し、『わが青春に悔なし』ではチーフ助監督をつとめる。しかし完成後まもなく病気が再発し、今度は3年半の休職を余儀なくされる。1950年に復職、東宝争議で他社を転々としていた黒澤も東宝に復帰し、黒澤復帰第一作『生きる』や『七人の侍』に助監督をつとめる。
1955年に『あすなろ物語』（黒澤明脚本）で監督としてデビューするが、黒澤流の妥協を許さない撮り方で撮影したため、途中でフィルムを全て使いきってしまったという。そのため、会社からの命令で本作撮影後に成瀬巳喜男監督の下で『驟雨』『妻の心』（1951年）の助監督に就き、きっちり予算内で収め、スケジュールを守る成瀬の演出術を学んだ。以後、『女殺し油地獄』（1957年）、『裸の大将』（1958年）、『黒い画集・あるサラリーマンの証言』（1960年）、『狙撃』（1968年）、『軍閥』（1970年）など、数々の話題作を監督。
1977年、『アラスカ物語』撮影中に東宝との専属契約を解除し、フリーとなる。その後は、『ムッちゃんの詩』（1985年）、『花物語』（1989年）、『エイジアン・ブルー』（1995年）など主として独立プロから作品を発表する。2001年10月に発表した『評伝 黒澤明』（毎日新聞社、ちくま文庫で再刊、2003年）で第11回Bunkamuraドゥマゴ文学賞（選考委員小林信彦）を受賞。
「世田谷・九条の会」呼びかけ人を務めていた。
2012年9月5日、食道癌のため東京都世田谷区の自宅で死去。95歳没。
黒澤の愛弟子として知られ、黒澤は堀川のために山本周五郎原作『日々平安』をシナリオ化したが、これは日の目を見ず、後に黒澤監督で『椿三十郎』となる。黒澤の死後「評伝 黒澤明」を上梓。天皇と呼ばれた黒澤を間近で見た堀川ならでは視点で評価している。妥協を許さない黒澤に反対意見を言える助監督は堀川だけだったという。

## 監督作品

### 映画

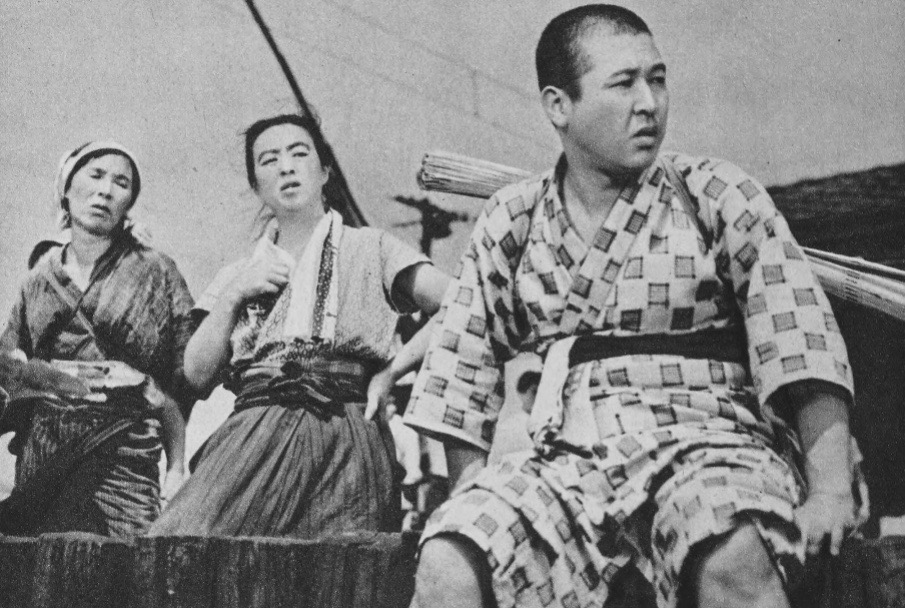
『裸の大将』（1958年）

- あすなろ物語（1955年、東宝）- 原作は井上靖で久我美子が出る第3部は『初恋』の翻案
- 日蝕の夏（1956年、東宝）
- 「元禄忠臣蔵 大石最後の一日」より 琴の爪（1957年、東宝）
- 女殺し油地獄（1957年、東宝）
- 裸の大将（1958年、東宝） - 小林桂樹主演
- すずかけの散歩道（1959年、東宝）
- 黒い画集 あるサラリーマンの証言（1960年、東宝）
- 青い野獣（1960年、東宝）
- 別れて生きるときも（1961年、東宝）
- 猫と鰹節（1961年、東宝）
- 娘と私（1962年、東宝）
- 白と黒（1963年、東宝）
- 悪の紋章（1964年、東宝）
- 世界詐欺物語 日本篇（1964年、ユリウスプロ＝東宝）
- 最後の審判（1965年、東京映画）
- おれについてこい!（1965年、東宝＝渡辺プロ）
- さらばモスクワ愚連隊（1968年、東宝）
- 狙撃（1968年、東宝）
- 激動の昭和史 軍閥（1970年、東宝）
- 学園祭の夜 甘い経験 （1970年、東宝）
- 王将（1973年、東宝）
- 告訴せず（1975年、東宝映画＝芸苑社）
- アラスカ物語（1977年、東京映画）
- 翼は心につけて（1978年、翼プロ）
- ムッちゃんの詩（1985年、関西共同映画）
- 花物語（1989年、大映＝大映映像＝千葉県映画センター＝埼玉映画文化協会＝大阪映画センター）
- エイジアン・ブルー 浮島丸サコン（1995年、シネマ・ワーク）

### テレビ
- 傑作推理劇場 土屋隆夫の消えた男（ANB系、1980年）
- ミスタージャイアンツ 栄光の背番号3（NTV系、1981年）
- ドラマ・人間 愛・深き淵より（ANB系、1981年）
- 傑作推理劇場 消えた献本（ANB系、1981年）
- ゴールデンワイド劇場 女のドラマ(3)終着駅はまだ遠い 息子と娘、嫁の婿の事情（ANB系、1982年）
- 月曜ワイド劇場 教育ママの決算書（ANB系、1982年）
- 月曜ワイド劇場 轢き逃げ わが子を殺された母の復讐!（ANB系、1983年）
- 月曜ワイド劇場 涙の小児病棟（ANB系、1983年）
- ニュードキュメンタリードラマ昭和 松本清張事件にせまる 第7回「下山総裁怪死事件 マイ・レイルロード」（ANB系、1984年） ※脚本も担当
- 火曜サスペンス劇場 甦った演技（NTV系、1984年）
- 月曜ワイド劇場 嫁と姑・泥沼のたたかい（ANB系、1984年）
- 月曜ワイド劇場 嫁･姑･継子（ANB系、1985年）
- 金曜女のドラマスペシャル 鬼子母の末裔（CX系、1985年）
- 月曜ワイド劇場 嫁・姑・妾～浮気な父と夫をめぐる女3人プラス1・三つ巴の対決！～（ANB系、1985年）
- 月曜ワイド劇場 青い鳥は年上の女（青い鳥は年上の人） 仕事嫌い?結婚嫌い?エリート青年の遅い目ざめ!（ANB系、1986年）
- 終戦記念日特別企画 愛と哀しみの海 戦艦大和の悲劇（TBS系、1990年）